# Keith McGill
Keith William McGill II (La Mirada, 9 marzo 1989) è un giocatore di football americano statunitense, attualmente free agent, che ha giocato nel ruolo di cornerback per gli Oakland Raiders della National Football League (NFL) e per i Salt Lake Stallions della AAF. Fu scelto nel corso del quarto giro (116º assoluto) del Draft NFL 2014. Al college giocò a football all'Università dello Utah.

## Carriera universitaria
Dopo aver giocato a football per la La Mirada High School della sua città natale La Mirada, McGill giocò per due anni, come free safety nel junior college Cerritos College, presso il quale fu un All-American e classificato all'11º posto nella lista dei 50 migliori talenti dei junior college americani, da Rivals.com. 
Nel 2011 fu quindi reclutato dagli Utah Utes con cui continuò a giocare nel primo anno come free safety, scendendo in campo in 5 occasioni di cui una come titolare (contro USC) e soffrendo, sul finire di stagione, per un infortunio occorsogli nel match contro Arizona State. In totale, in questa prima stagione con la maglia degli Utes, egli totalizzò 12 tackle (di cui 7 solo contro USC ed altri 4 contro BYU) ed un passaggio deviato. I guai fisici tuttavia lo tormentarono anche nella stagione seguente che fu costretto a saltare interamente, per poi tuttavia rifarsi ampiamente nel 2013, quando con 12 passaggi difesi guidò i difensori della Pac-12, oltre a collezionare altri 37 tackle (di cui 28 solitari), un intercetto (ritornato in touchdown contro UCLA), che gli valsero l'invito al Senior Bowl.

### Vittorie e premi
- Honorable Mention All-Pac-12: 1

2013

## Carriera professionistica

### Oakland Raiders
McGill era considerato uno dei migliori cornerback in vista del Draft NFL 2014 ed era pronosticato per essere selezionato tra il 2º ed il 3º giro. Fu scelto nel corso del quarto giro dagli Oakland Raiders. Debuttò come professionista subentrando nella gara della settimana 1 contro i New York Jets e mettendo a segno un tackle. La sua prima stagione terminò con 12 presenze e nove tackle.

## Statistiche
| Partite totali      | 12 |
| Partite da titolare | 1  |
| Tackle              | 9  |
| Sack                | 0  |
| Intercetti          | 0  |

Statistiche aggiornate alla stagione 2014